# Кровь+
Кровь+ (яп. ブラッドプラス Бураддо Пурасу) — аниме-сериал, созданный студией Production I.G в сотрудничестве с Aniplex. Сюжет сериала был вдохновлен полнометражным анимационным фильмом 2000 года Blood: The Last Vampire.
В период с 8 октября 2005 года по 23 сентября 2006 года в Японии проходила премьерная трансляция по сети кабельных телеканалов Animax, принадлежащей компании Sony.
Сериал «Кровь+» был лицензирован во множестве регионов мира, в том числе в Северной Америке дочерней компанией Sony — Sony Pictures Television International (SPTI), где он демонстрировался на канале Cartoon Network в блоке Adult Swim. В апреле 2010 года компания «Комикс-Арт» объявила о приобретении лицензии на российское издание манги «Кровь+», 28 сентября 2011 года вышел первый том.

## Сюжет
Действие сериала разворачивается более 30 лет спустя событий полнометражного фильма Blood: The Last Vampire — в 2005 году. В сюжете появляются линии, относящиеся к современным интригам, в которые оказываются замешаны разнообразные организации, в том числе, например, армия США, желающие управлять и контролировать вампиров, чтобы использовать их в своих целях.
Сая Отонаси (яп. 音無小夜 Отонаси Сая) живёт в городе на Окинаве вместе с приемным отцом, Джорджем Миягуску (яп. 宮城ジョージ Миягуску Дзё:дзи) и двумя братьями — Каем и Риком. Сая не помнит событий своего прошлого до того, как она стала жить в новой приемной семье год назад. По медицинским показаниям время от времени ей необходимо делать переливания крови. За исключением этих особенностей и необычайно большого аппетита, Сая живёт как обыкновенная старшеклассница.
Однако безмятежной жизни Саи наступает конец, в день, когда она лицом к лицу сталкивается с рукокрылом, чудовищем, убивающим людей и пьющим человеческую кровь. С этого момента на сцене появляется загадочная организация под названием «Красный щит» (яп. 赤い盾 акай татэ) и её агент Дэвид, который объясняет Сае, что она единственная, кто способен эффективно сражаться с этими чудовищами, так как её кровь смертельна для них. Её долг — избавить мир от рукокрылов.
С этого момента помимо членов «Красного щита» в борьбу против рукокрылов оказываются втянуты друзья и члены семьи Саи. Вместе с ними и своим загадочным верным слугой по имени Хадзи (яп. ハジ Хадзи) она отправляется в долгое рискованное путешествие, чтобы уничтожить рукокрылов и попутно узнать о своем прошлом и истинном происхождении. То, что Сая не просто человек, становится понятно в начале истории, когда она без труда побеждает монстра, физически во много раз превосходящего человека.
По сюжету действия сериала сперва разворачиваются на Окинаве, возле Кадены, военной базы ВВС США, однако по ходу истории персонажи посещают несколько стран мира, в том числе Россию, Францию, Англию, Вьетнам и США.

## Персонажи
Семья Саи — основные события сериала разворачиваются вокруг Саи Отонаси, девушки, которая является на первый взгляд обычной старшеклассницей и живёт с семьей на Окинаве. Её приёмный отец, Джордж Миягуску, ветеран войны во Вьетнаме, ныне — владелец небольшого кафе Оморо, расположенного на первом этаже дома, в котором они живут вчетвером. Старший брат Саи, Кай, один из самых популярных учеников в школе и в прошлом звезда бейсбола. Младший брат, Рик, жизнерадостный и чуткий мальчик, который в любых ситуациях старается гармонизировать отношения в семье.
Хадзи — шевалье (яп. シュヴァリエ фр. chevalier, рыцарь) Саи, её защитник и слуга, живущий ради единственной цели — исполнять её желания. Будучи шевалье, Хадзи также является рукокрылом, то есть должен пить кровь для поддержания жизнедеятельности и обладает силой, значительно превосходящей человеческую. Не являясь абсолютно неуязвимым, Хадзи, тем не менее, может быть отнесен к разряду бессмертных существ.
Дива (яп. ディーヴァ) — единственная кровная сестра-близнец Саи и главный антагонист. В отличие от Саи, которая воспитывалась среди людей, окруженная заботой, Дива с самого детства была объектом для экспериментов Джоела Голдшмидта и первые 60 лет своей жизни прожила в заточении в башне. Недостаток внимания и пренебрежение со стороны людей привели к ненависти и недоверию по отношению к ним. Также Дива проявляет черты эгоистической личности и садистские наклонности. Из крови Дивы изготавливается особый препарат Дельта 67, позволяющий превращать обычных людей в рукокрылов, кроме того, а, так же необходимый для поддержания жизни сифов. В аниме Дива становится матерью двух дочерей, для извлечения которых, её живот был разрезан, к чему девушка, впрочем, отнеслась спокойно.
«Красный щит» (яп. 赤い盾 akai tate) — секретная организация, ставящая основной своей целью поиск и уничтожение рукокрылов. Основана потомками первого Джоела Голдшмидта, человека, который обнаружил и исследовал мумифицированные останки матери Саи и Дивы. Все члены организации понесли потери по вине рукокрылов и считают своим долгом борьбу против них. В качестве опознавательного знака каждый член Красного Щита носит с собой частицу кристаллизованной крови рукокрылов. Основной противник организации — Дива и её шевалье, в борьбе с которыми они используют Саю и Хадзи. Нынешний глава организации — прямой потомок первого Голдшмидта, его внук в шестом поколении, также носящий имя Джоел. По-немецки красный щит — ротшильд, что является соответствующей отсылкой к этому клану.
Семья Голдсмидт (Сенк Флеш) — боковая ветвь семьи Голдшмидт; ей принадлежит фармацевтическая компания Сенк Флеш — (фр. Cinq Flèches — букв. Пять Стрел (отсылка к гербу Ротшильдов, на котором изображён орёл с пятью стрелами в когтях, символизирующих пятерых сыновей родоначальника клана, которых тот отправил завоёвывать мир в начале 19-го века), а также множество компаний-партнеров по всему миру, которые объединяются в единую корпорацию. Семья Голдсмидт включает в себя пятерых шевалье Дивы, которые не были связаны между собой родственными узами, пока оставались людьми, однако, начали считать себя кровными братьями, став слугами и защитниками Дивы.
Сиф (яп. シフ) — группа рукокрылых, искусственно созданных по заказу Аншеля Голдсмидта в рамках секретного проекта, целью которого было создание универсального оружия. По своим способностям Сифы приближаются к шевалье, обладают большой силой и способностью к регенерации, однако, в отличие от шевалье, они не способны переносить солнечный свет и продолжительность их жизни ограничена. Будучи прототипами, Сифы подвержены стигматам, разрушительному процессу (кристаллизации крови), который в конечном итоге приводит к смерти. Как и для всех рукокрылов, созданных при помощи крови Дивы, для Сифов смертельно опасна кровь Саи.

## Музыка
| Начальные музыкальные темы | Начальные музыкальные темы                                  | Начальные музыкальные темы | Начальные музыкальные темы |
| #                          | Название трека и перевод                                    | Исполнитель                | Серии                      |
| -------------------------- | ----------------------------------------------------------- | -------------------------- | -------------------------- |
| 1                          | Aozora no Namida (яп. 青空のナミダ букв. слезы синего неба) | Хитоми Такахаси            | 1-13                       |
| 2                          | Season’s Call                                               | Hyde                       | 14-25                      |
| 3                          | Colors of the Heart                                         | UVERworld                  | 26-38                      |
| 4                          | Raion (яп. 雷音 букв. звук грома)                           | Jinn                       | 39-50                      |
| Финальные музыкальные темы |                                                             |                            |                            |
| #                          | Название трека и перевод                                    | Исполнитель                | Серии                      |
| 1                          | Kataritsugu Koto (яп. 語り継ぐこと букв. то что я передаю)  | Титодзе Хадзимэ            | 1-13,50                    |
| 2                          | Cry No More                                                 | Мика Накасима              | 14-25                      |
| 3                          | This Love                                                   | Анжела Аки                 | 26-38                      |
| 4                          | Brand New Map                                               | K                          | 39-49                      |

| Blood+ Original Soundrack 1                    | Blood+ Original Soundrack 1                      | Blood+ Original Soundrack 1 |
| ---------------------------------------------- | ------------------------------------------------ | --------------------------- |
| Композитор: Марк Манчина Продюсер: Ханс Циммер |                                                  |                             |
| #                                              | Название трека и перевод                         | Время                       |
| 1                                              | Saya’s Victory (Победа Саи)                      | 03:34                       |
| 2                                              | Chasing The Enemy (В погоне за врагом)           | 02:01                       |
| 3                                              | Saya-Nara (Прощай)                               | 03:31                       |
| 4                                              | Being Chased (Погоня)                            | 02:29                       |
| 5                                              | BLOOD+ Countdown (BLOOD+ Отсчет)                 | 02:08                       |
| 6                                              | Saya’s Daily Life (Мирная жизнь Саи)             | 02:27                       |
| 7                                              | Vampire Battle (Схватка с вампирами)             | 03:16                       |
| 8                                              | Chasing Thru Time (Погоня сквозь время)          | 02:05                       |
| 9                                              | Saya’s Destiny (Судьба Саи)                      | 02:32                       |
| 10                                             | Saya’s Courage (Смелость Саи)                    | 02:22                       |
| 11                                             | The Vampires' Threat (Вампиры угрожают)          | 02:21                       |
| 12                                             | BLOOD+ The Final Battle (BLOOD+ Финальная битва) | 03:42                       |
| 13                                             | Saya’s Love (Любовь Саи)                         | 03:37                       |
| 14                                             | BLOOD+ Grand Theme (BLOOD+ Главная тема)         | 06:37                       |
| 15                                             | Diva (Дива)                                      | 04:51                       |

| Blood+ Original Soundrack 2                    | Blood+ Original Soundrack 2                                  | Blood+ Original Soundrack 2 |
| ---------------------------------------------- | ------------------------------------------------------------ | --------------------------- |
| Композитор: Марк Манчина Продюсер: Ханс Циммер |                                                              |                             |
| #                                              | Название трека и перевод                                     | Время                       |
| 1                                              | The Vampires' Consipiracy (Заговор вампиров)                 | 02:34                       |
| 2                                              | RUN! (Беги!)                                                 | 02:27                       |
| 3                                              | Isolation (Разобщение)                                       | 02:17                       |
| 5                                              | Twisted Tension (Напряженное ожидание)                       | 02:02                       |
| 5                                              | BLOOD+ Attack (BLOOD+ Нападение)                             | 01:31                       |
| 6                                              | Saya’s Joy (Радость Саи)                                     | 02:11                       |
| 7                                              | BLOOD+ Red Herring (BLOOD+ Отвлекающий манёвр)               | 01:18                       |
| 8                                              | The Red Shield (Красный Щит)                                 | 02:53                       |
| 9                                              | Infiltration (Проникновение)                                 | 01:58                       |
| 10                                             | Squaring Off (Боевая готовность)                             | 01:54                       |
| 11                                             | Fear The Change (Страх перемен)                              | 02:50                       |
| 12                                             | Violent Vampires (Жестокость вампиров)                       | 02:54                       |
| 13                                             | Saya’s Fear (Страх Саи)                                      | 05:37                       |
| 14                                             | Saya’s Lonliness (Одиночество Саи)                           | 03:41                       |
| 15                                             | Witness the Vampires (Встреча с вампирами)                   | 02:06                       |
| 16                                             | Diva Awakens (Пробуждение Дивы)                              | 01:40                       |
| 17                                             | Saya’s Battle Theme (Сая сражается)                          | 03:35                       |
| 18                                             | Diva (instrumental version) (Дива — инструментальная версия) | 04:52                       |

Песню Дивы исполняет Элин Карлсон.
Blood+ Image Album — Hagi Plays J.S. Bach
В ходе аниме персонаж Хадзи исполняет фрагмент прелюдии из сюиты № 5 для виолончели Баха. Это исполнение озвучил виолончелист Нобуо Фурукава (яп. 古川展生 Фурукава Нобуо). На специальном компакт-диске «Нagi plays J. S. BACH», помимо всех частей сюиты № 5 в исполнении Нобуо Фурукавы, представлен также ремикс прелюдии в исполнении Ёсихиро Ханно (яп. 半野喜弘 Ханно Ёсихиро).
DVD-бонус включает в себя специальную анимационную серию, а также видеозапись с участием Нобуо Фурукавы.
Вся музыка написана Иоганн Себастиан Бах.
| №  | Название                                                                   | Исполнитель    | Длительность |
| -- | -------------------------------------------------------------------------- | -------------- | ------------ |
| 1. | «Прелюдия (яп. プレリュード)»                                              | Нобуо Фурукава | 5:26         |
| 2. | «Аллеманда (яп. アルマンド)»                                               | Нобуо Фурукава | 5:35         |
| 3. | «Куранта (яп. クーラント)»                                                 | Нобуо Фурукава | 1:55         |
| 4. | «Сарабанда (яп. サラバンド)»                                               | Нобуо Фурукава | 3:01         |
| 5. | «Гавоты I & II (яп. ガヴォットI&II)»                                       | Нобуо Фурукава | 4:14         |
| 6. | «Жига (яп. ジーグ)»                                                        | Нобуо Фурукава | 2:04         |
| 7. | «Прелюдия (ремикс) с ремарками (яп. プレリュード・リミックス・セリフ入り)» | Ёсихиро Ханно  | 4:11         |

| №  | Название                                         | Длительность |
| -- | ------------------------------------------------ | ------------ |
| 1. | «Хадзи играет прелюдию»                          |              |
| 2. | «Нобуо Фурукава играет прелюдию» (видеофрагмент) |              |

## Отзывы и критика
Сюжет сериала представляет собой хоррор про сверхъестественных созданий с элементами международного триллера. Он следует традиции в аниме, где главный герой, охотящийся на вампиров, так или иначе связан с ними, заложенной еще в 1980-х «Ди, охотник на вампиров» и Vampire Princess Miyu.
Большинство серий строится по принципу: сначала Сая и ее товарищи сталкиваются с местной загадочной историей и начинают ее расследовать, в то же время бизнесмены плетут интриги, и все это в итоге приводит к кровавой развязке, в которой Сая с помощью катаны разделает очередного рукокрыла.
Сериал сохраняет во многом визуальный стиль, заданный полнометражным фильмом, хотя в сериале больше возможностей показать обычную жизнь героини под ярким дневным солнцем, так сильно контрастирующей с ночными похождениями Саи. Дизайн персонажей в общем упрощен, и они сделаны «милее». Сама Сая выглядит моложе, но во время боя выражение лица становится более серьезным, глаза окрашиваются красным, а движения становятся более расчетливыми и резкими.
По сюжету персонажи путешествуют по разным странам и к изображениям пейзажей этих стран авторы подошли со всей серьезностью. Многие реальные места были тщательно перенесены в аниме, включая такие детали как местная архитектура, рекламные вывески, погода, да и даже традиции в отношении одежды и еды.
Одним из элементов, получивших большее развитие в сериале, чем в фильме, стала тема войны во Вьетнаме. В аниме говорится, что до этой войны рукокрылы были редким явлением, но в ее ходе они впервые стали процветать. Сюжет романа Мамору Осии Blood: The Last Vampire: Night of the Beasts развивается 1969 году после Тетского наступления, в котором события обернулись против сил США, а безумие охватывает Саю после бомбардировки Ханоя в декабре 1972 года. Сериал указывает на то, что процветание рукокрылов как-то связано с американскими военными. Отдельные сцены аниме содержат четкие политические послания, например, в одной из них братья Саи — Кай и Рик — помогают вьетнамской девушке, потерявшей ногу, подорвавшись на оставшейся со времен войны бомбе.